# Джефферсон-Веллі (Нью-Йорк)
Джефферсон-Веллі (англ. Jefferson Valley) — переписна місцевість (CDP) в США, в окрузі Вестчестер штату Нью-Йорк. Населення — 14 444 особи (2020).

## Географія
Джефферсон-Веллі розташований за координатами 41°19′12″ пн. ш. 73°48′4″ зх. д. / 41.32000° пн. ш. 73.80111° зх. д. (41.319935, -73.801118).  За даними Бюро перепису населення США в 2010 році переписна місцевість мала площу 18,19 км², з яких 17,94 км² — суходіл та 0,25 км² — водойми.

## Демографія
Згідно з переписом 2010 року, у переписній місцевості мешкали 14 142 особи в 5238 домогосподарствах у складі 3937 родин. Густота населення становила 778 осіб/км².  Було 5461 помешкання (300/км²).
Расовий склад населення:
| - 89,2 % — білих - 4,3 % — азіатів - 2,6 % — чорних або афроамериканців - 0,2 % — корінних американців - 1,9 % — осіб інших рас |

До двох чи більше рас належало 1,8 %. Частка іспаномовних становила 8,2 % від усіх жителів.
За віковим діапазоном населення розподілялося таким чином: 24,5 % — особи молодші 18 років, 57,0 % — особи у віці 18—64 років, 18,5 % — особи у віці 65 років та старші. Медіана віку мешканця становила 44,7 року. На 100 осіб жіночої статі у переписній місцевості припадало 91,3 чоловіків;  на 100 жінок у віці від 18 років та старших — 86,5 чоловіків також старших 18 років.
Середній дохід на одне домашнє господарство  становив 119 100 доларів США (медіана — 110 655), а середній дохід на одну сім'ю — 139 362 долари (медіана — 131 029). Медіана доходів становила 92 406 доларів для чоловіків та 67 292 долари для жінок. За межею бідності перебувало 1,1 % осіб, у тому числі 0,0 % дітей у віці до 18 років та 2,9 % осіб у віці 65 років та старших.
Цивільне працевлаштоване населення становило 6982 особи. Основні галузі зайнятості: освіта, охорона здоров'я та соціальна допомога — 34,0 %, науковці, спеціалісти, менеджери — 12,5 %, роздрібна торгівля — 9,6 %, фінанси, страхування та нерухомість — 8,4 %.